# 템펠 1 혜성
템펠 1 혜성(영어: Tempel 1, 공식 명칭 : 9P/템펠)은 1867년에 발견된 혜성이다. 공식 명칭은 9P/템펠(9P/Tempel)이며, 딥 임팩트 탐사선과 스타더스트 탐사선이 이 혜성을 지나쳐 갔다.

## 딥 임팩트
2005년 딥 임팩트는 템펠 1에 탐사기를 충돌시키는 탐사선이었으며, 구리로 만들어진 100kg짜리 충돌기는 템펠 1에 성공적으로 충돌하였고, 과학자들은 충돌 때 뿜어져 나온 구성 물질을 분석했다.

## 스타더스트-NExT
2011년 스타더스트 탐사선은 딥 임팩트 때의 영향을 조사하기 위해 템펠 1로 다시 향했다. 또한, 템펠 1 표면의 지도를 작성하는 데 도움을 주었다.

## 같이 보기
- 딥 임팩트 (우주선)
- 스타더스트-NExT - 템펠 1을 향하는 스타더스트의 연장 임무